# Karl Anton Eugen Prantl
Karl (ou Carl) Anton Eugen Prantl  (Munique, 10 de setembro de 1849 – Wrocław, 24 de fevereiro de 1893) foi um botânico alemão.
Realizou seus estudos em Munique, diplomando-se em 1870 com uma tese intitulada Das Inulin. Ein Beitrag zur Pflanzenphysiologie (A inulina, uma contribuição à fisiologia vegetal). Trabalhou com Karl Wilhelm von Nägeli (1817-1891) e com Julius von Sachs (1832-1897).
Em 1877, tornou-se professor do Instituto de Pedagogia Florestal de Aschaffenburg, transferido para  Universidade de Wrocław (Breslau) em 1889, onde assumiu a direção do Jardim botânico da Universidade. Prantl trabalhou principalmente sobre as criptógamas.

## Principais publicações
- 1887 : Lehrbuch der Botanik (Manual de botânica), 7ª ed., Leipzig.
- 1875 y 1881 : Untersuchungen zur Morphologie der Gefäßkryptogamen (estudos da morfologia das Criptógamas Vasculares), Leipzig , 2 fascículos.
- 1884 : Exkursionsflora für das Königreich Bayern (Flora da excursão ao reinado de Bavária), Stuttgart.
- 1887 : con Heinrich Gustav Adolf Engler (1844-1930) (editores): Die natürlichen Pflanzenfamilien (As Familías Naturais de Plantas), 2 edições, Leipzig.